# Nuceria Alfaterna
Nuceria Alfaterna ou Nuvkrinum (en français Nucère) est une ancienne cité étrusque de la province de Salerne dans la région de Campanie en Italie.

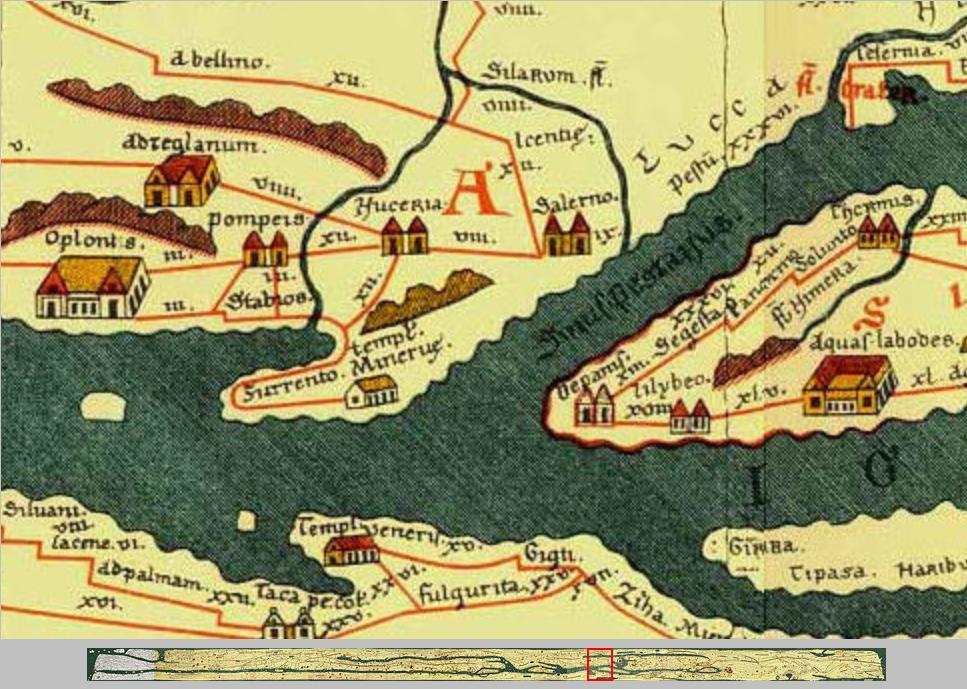
Position de Nuceria Alfaterna sur la Table de Peutinger.

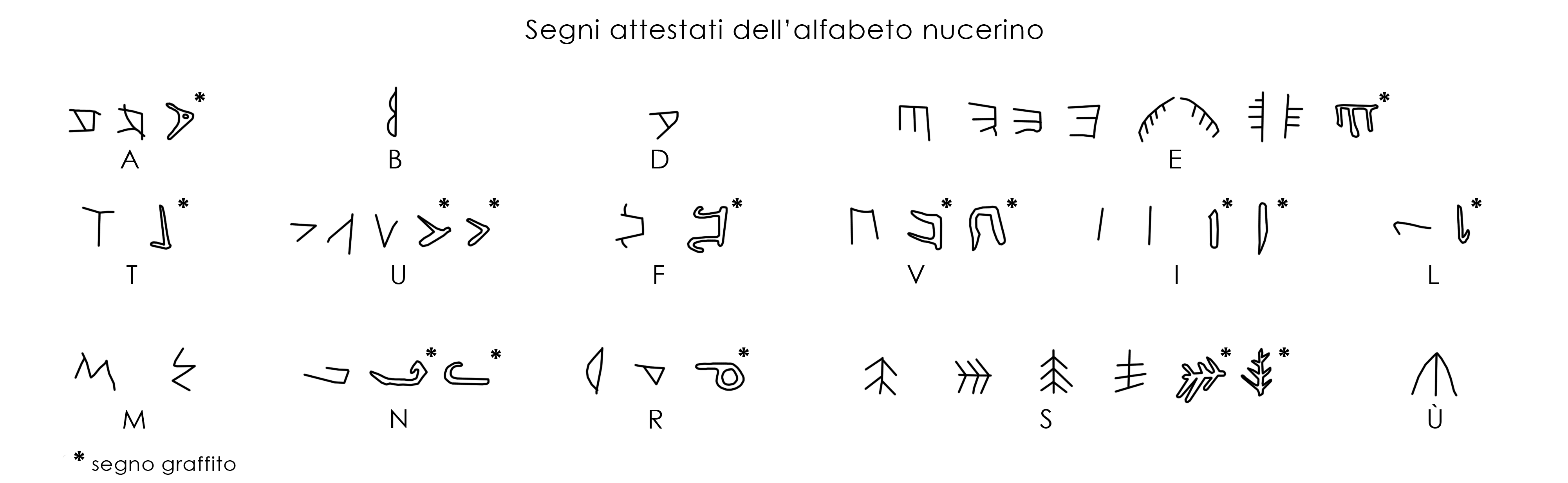
Signes de l'alphabet nucerin.

## Histoire
Selon les sources antiques, Nuceria Alfaterna aurait été fondée par les Sarrastes, descendants des Pélasges.
Les vestiges de la ville antique, qui remonte au Bronze ancien se trouvent entre Nocera Superiore et Nocera Inferiore ;  elle a été fondée à la suite de l'union de divers villages parsemés dans l'actuelle zone de l'Agro nocerino-sarnese.
Vers la fin du VIIe siècle av. J.-C. les populations autochtones, pour des raisons stratégiques, se déplacèrent vers la mer (comme à Pompéi) ou vers l'intérieur des terres donnant vie à  Nuvkrinum (« nouvelle forteresse »), bâtie sur un lieu stratégique bien défendu, entre les golfes de Naples et de Salerne et donnant accès à une riche vallée.

« Urbem inespugnabilibus muris cinctam. (Cité aux murailles imprenables). »

— Valère Maxime, Factorum et dictorum memorabilium, libri IX, IX, 6.
Le centre naquit donc comme habitat étrusque vers la fin du VIIe siècle av. J.-C. et fit partie de la dodécapole à la suite de la colonisation étrusque en Campanie afin de bloquer l'expansion grecque vers le Nord.
Après la défaite de l'an 474 av. J-C. à Cumes les Étrusques abandonnèrent la région et Nuvkrinum passa sous la domination des  Samnites. Au Ve siècle av. J.-C., le toponyme Alfaternum lui fut ajouté, d'après la tribu samnite des Alfaternes, ce qui donna en latin Nuceria Alfaterna. Elle prit le nom de Nuceria Constantia quand elle acquit le statut de municipe en -42, puis celui de colonie romaine en 57.
La ville a été une des plus importantes villes de l'antique Campanie. Elle devint la capitale de la confédération appelée Ligue  nucerine comprenant  Pompéi, Herculanum, Stabies et Sorrente, frappa sa propre monnaie et utilisa en particulier une écriture alphabétique (alfabeto nucerino), basé sur les alphabets grec et étrusque.
Le développement de la cité d'abord samnite puis romaine a été favorisé par le passage d'importantes voies de communications comme la via Stabiana (vers Stabies), la via Nuceria de Pompéi et la Via Popilia, entre Capoue et Reggio de Calabre.
En 553, Narsès y battit et tua Téïas, roi des Goths, lors de la bataille du mont Lactarius.
Au XIVe siècle, elle fut dénommée Nocera de' Pagani, d'après la puissante famille des Pagano, afin de la distinguer de Nocera Terinese, en Calabre. Elle fut élevée en duché pour la famille des Carafa au XVIe siècle, qui y entretinrent une cour raffinée, recevant des hommes de lettres comme Telesio ou Le Tasse.
Joseph Bonaparte divisa la cité en plusieurs communes : Nocera San Matteo, Nocera Corpo, Pagani, Sant'Egidio del Monte Albino et Corbara. Les deux Nocera furent réunies en 1834, puis séparées de nouveau en 1851 sous les noms de Nocera Inferiore et Nocera Superiore.
La cité donna son nom à un astéroïde (1191) Alfaterna.

## Sources
- (it) Cet article est partiellement ou en totalité issu de l’article de Wikipédia en italien intitulé « Nuceria Alfaterna » (voir la liste des auteurs).